# Wurati

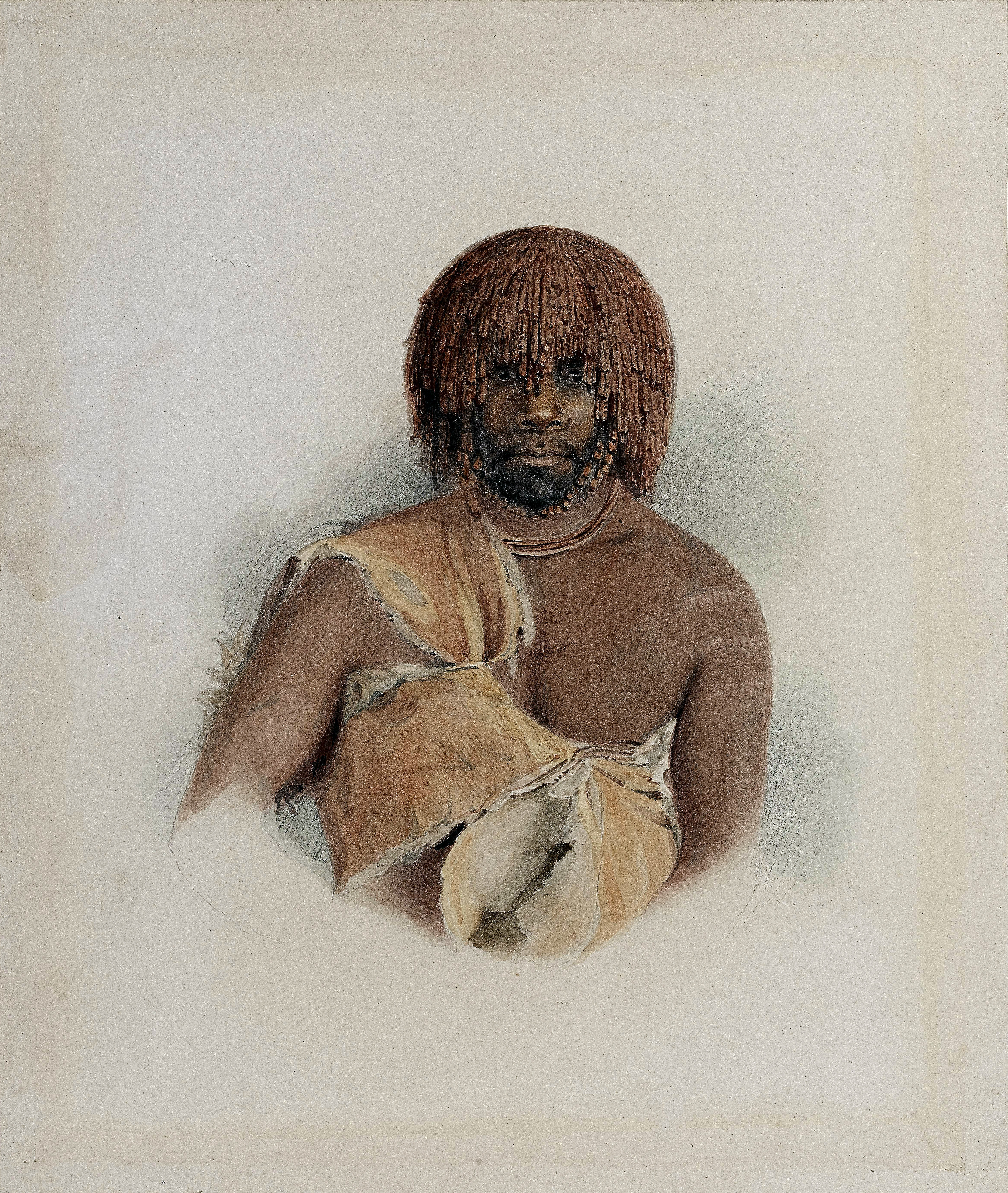
Aquarell von Wurati in indigenem Kleid, Bart und Haar mit Ocker gefärbt und scarifiziert

Wurati (Bruny Island, ca. 1785 – 1842), auch Woorrady, Wooraddy, Woorrady, Woreddy, Woureddy, Count Alpha, Muteellee oder The Doctor genannt, war ein Stammesführer der Aborigines von Tasmanien. Er war verheiratet mit Truganini.

## Leben
Wurati war ein Nuennone-Mann von Bruny Island, ein Jäger und Bootsbauer, der fünf Dialekte der Tasmanier sprach. 1829 schloss sich Wurati dem Protector of Aborigines George Augustus Robinson an, der versuchte, den Untergang der Tasmanier durch die britische Kolonisierung durch eine friendly mission (freundliche Mission) aufzuhalten, in dem er sie in Reservate auf Inseln vor Tasmanien deportieren wollte. Als das Vorhaben scheiterte, wurde Tasmanien mittels der Black Line, einer Menschenkette von etwa 2000 Soldaten, Siedlern und Sträflingen, durchkämmt und die indigene Bevölkerung von ihrem angestammten Land vertrieben.
Wurati heiratete zwei Mal und wurde mit seiner Familie nach Wybalenna auf Flinders Island deportiert. Er lebte dort entsprechend seiner Traditionen, widersetzte sich, europäische Kleidung zu tragen und fettete sein Haar und Bart mit Ocker traditionell rot ein.

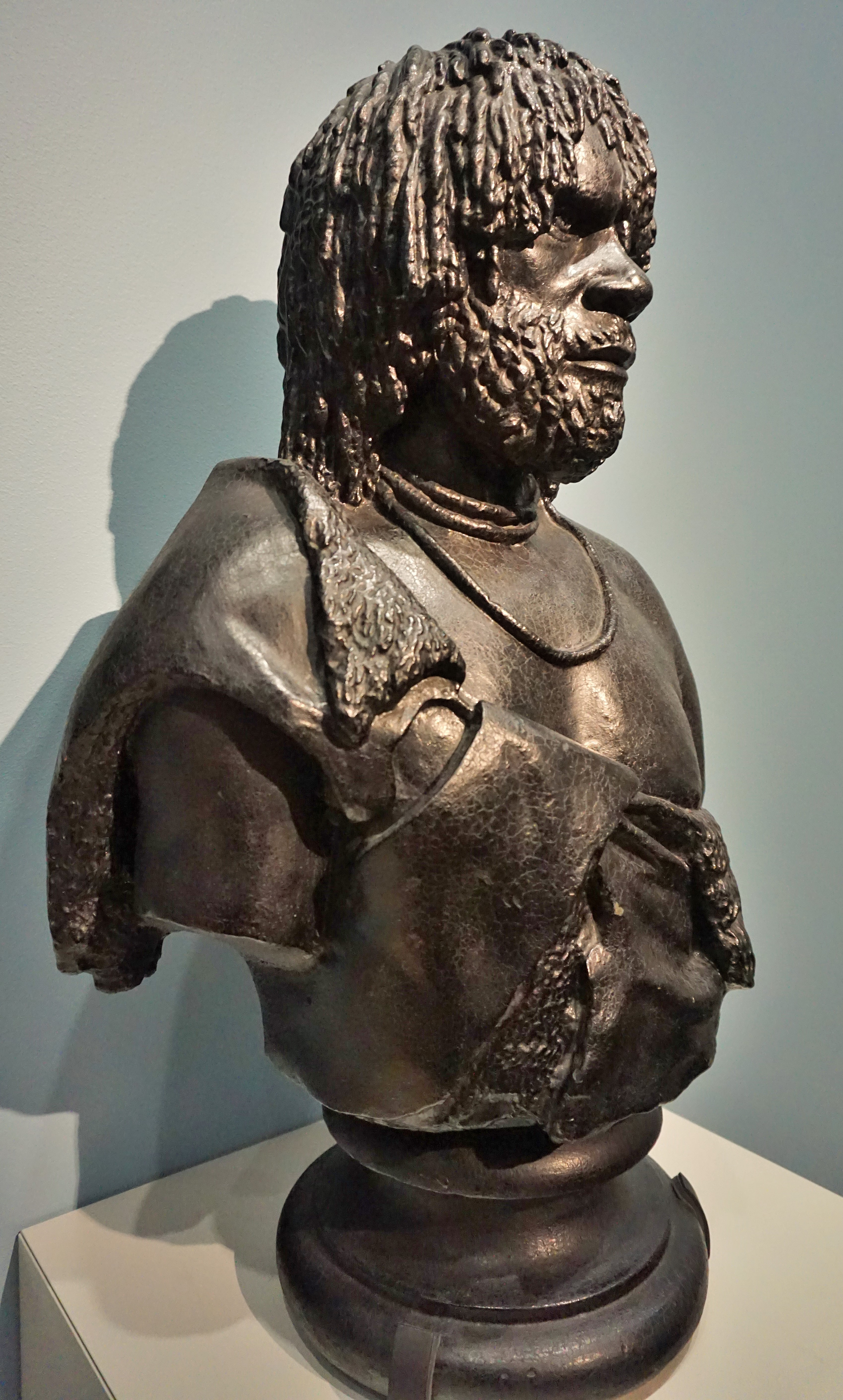
Büste von Wurati

## Erinnerung
Der Künstler Benjamin Law stellte 1836 eine Büste von Wurati fertig, die als die erste Büste eines australischen Aborigines überhaupt bekannt geworden ist.